# کو-آپ ویلیج (آریزونا)
کو-آپ ویلیج (به انگلیسی: Co-op Village) یک منطقهٔ مسکونی در ایالات متحده آمریکا است که در آریزونا واقع شده‌است. کو-آپ ویلیج ۳۰۷ متر بالاتر از سطح دریا واقع شده‌است.